# Fuen Vich
Fuen Vich es una pedanía de Requena con una población actual de 1 habitante. Antiguamente tenía el nombre Juan Vich y en 1930 contaba con 52 habitantes. 

## Acceso y geografía
A Fuen Vich se llega por tres carreteras una de ellas conecta con Cartagena y empieza en la N-330, cerca de Los Pedrones. El pueblo lo forman unas 26 casas.
En Fuen Vich se pueden encontrar diversos parajes, caminos y sendas por donde se puede pasear. Por la población pasa una cañada real que viene desde Castiblanques y sigue hasta la Cruz de Cofrentes, en la N-330, que atraviesa la finca Casa Puchero, propiedad de uno de los socios de la empresa Lladró.